# 1973 في فرنسا
فيما يلي قوائم الأحداث التي وقعت خلال عام 1973 في فرنسا.

## أحداث
- 5 مارس – تصادم نانت الجوي 1973
- 27 يناير – اتفاقية باريس للسلام

## سياسة

### تعيين في المنصب
- 1 يناير – ميشال جوبرت وزير الشؤون الخارجية  [لغات أخرى]‏.
- 8 يناير – بيار موروا رئيس بلدية [الإنجليزية]‏.
- 2 أبريل – مارسيل داسو نائب فرنسي.
- 2 أبريل – إيتيان فاجون نائب فرنسي.
- 2 أبريل – برنار ديستريمو نائب فرنسي.
- 2 أبريل – فرنسوا ميتران نائب فرنسي.
- 2 أبريل – كريستيان بونسليه نائب فرنسي.
- 2 أبريل – كريستيان بونيت نائب فرنسي.
- 2 أبريل – مارسيل داسو نائب فرنسي.

### انتهاء فترة المنصب
- 1 يناير – ميشال جوبرت General secretary of the Presidency of the Republic  [لغات أخرى]‏.
- 1 أبريل – مارسيل داسو نائب فرنسي.
- 1 أبريل – إيتيان فاجون نائب فرنسي.
- 1 أبريل – برنار ديستريمو نائب فرنسي.
- 1 أبريل – فرنسوا ميتران نائب فرنسي.
- 1 أبريل – مارسيل داسو نائب فرنسي.
- 1 أبريل – ميشال روكار نائب فرنسي.
- 12 مايو – كريستيان بونسليه نائب فرنسي.
- 12 مايو – كريستيان بونيت نائب فرنسي.

## رياضة
- 1 يناير – دورة فرنسا المفتوحة 1973
- 1 يناير – سباق طواف فرنسا 1973 الفائز خيسوس لويس أوكانيا.
- 1 يوليو – جائزة فرنسا الكبرى 1973 الفائز روني بيترسون.

## ظهور
- 1 يناير – ميركيور
- 18 أبريل – ليبراسيون

## أفلام
من الأفلام التي صدرت هذه السنة في فرنسا:
- 1 يناير – أماركورد من إخراج فيديريكو فليني.
- 1 يناير – الأم والعاهرة من إخراج جان اوستاش.
- 1 يناير – ليلة أمريكية من إخراج فرانسوا تروفو.
- 1 يناير – نايت فلايت فروم موسكو من إخراج Henri Verneuil [الإنجليزية]‏.
- 16 ديسمبر – بابيلون من إخراج فرانكلين شافنر.

## مواليد

### يناير
- 1 يناير – سارة برتراند ممثلة فرنسية.
- 29 يناير – فابيان فوريه متسابق دراجات نارية فرنسي.

### فبراير
- 22 فبراير – أوليفييه جيرو لاعب كرة يد فرنسي.
- 22 فبراير – فيليب غومون درّاج طريق فرنسي.
- 24 فبراير – أنطوني دوبوي لاعب كرة مضرب فرنسي.

### مارس
- 6 مارس – جوليت ارنو
- 13 مارس – أوليفييه أسماكر درّاج طريق فرنسي.
- 26 مارس – سيباستيان شاربنتييه متسابق دراجات نارية فرنسي.
- 28 مارس – كريستوف أوريول دراج فرنسي.
- 31 مارس – جولي ان روث

### أبريل
- 2 أبريل – ستيفان ميتزجر ممثل فرنسي.
- 5 أبريل – إلودي بوشيه ممثلة فرنسية.
- 10 أبريل – توني فيريل لاعب كرة قدم فرنسي.
- 10 أبريل – غيوم كاني
- 12 أبريل – ليونيل رو لاعب كرة مضرب فرنسي.
- 13 أبريل – نيكولا جالابير درّاج طريق فرنسي.
- 14 أبريل – ايمانويل داهل ممثل فرنسي.
- 16 أبريل – جيروم بونيسيل لاعب كرة قدم فرنسي.
- 18 أبريل – أرنو بلترام ضابط في الدرك الوطني بفرنسا.
- 29 أبريل – ديفيد بيل ممثل فرنسي.

### مايو
- 3 مايو – غريب أمزين لاعب كرة قدم مغربي.
- 14 مايو – ناتالي كوسيوسكو موريزيت سياسية فرنسية.
- 18 مايو – غيوفراي تويس لاعب كرة قدم فرنسي.
- 24 مايو – إريك كارير لاعب كرة قدم فرنسي.
- 28 مايو – ليونيل ليتيزي لاعب كرة قدم فرنسي.

### يونيو
- 3 يونيو – كارولين دينين لاعبة كرة مضرب فرنسية.
- 7 يونيو – حاتم غولة منافِس أوليمبي تونسي.
- 17 يونيو – اوريلي فيليبيتي سياسية فرنسية.
- 17 يونيو – لويس ليترير مخرج أفلام فرنسي.
- 19 يونيو – نادية مغنية فرنسية.
- 24 يونيو – جوناثان لامبرت ممثل فرنسي.
- 27 يونيو – فريديريك رو لاعب كرة قدم فرنسي.

### يوليو
- 19 يوليو – سعيد التغماوي ممثل مغربي.
- 24 يوليو – يوهان ميكو لاعب كرة قدم فرنسي.

### أغسطس
- 7 أغسطس – فلورينت لافيل لاعب كرة قدم فرنسي.
- 8 أغسطس – لوران سسيارا
- 13 أغسطس – دايفيد كلاين لاعب كرة قدم فرنسي.
- 17 أغسطس – ميكائيل باجيس لاعب كرة قدم فرنسي.
- 21 أغسطس – روبرت مالم لاعب كرة قدم توغولي.
- 22 أغسطس – لورينت لافيت ممثل فرنسي.
- 29 أغسطس – أوليفييه جاك متسابق دراجات نارية فرنسي.

### سبتمبر
- 9 سبتمبر – جيروم جولمارد لاعب كرة مضرب فرنسي.
- 18 سبتمبر – لوران فويريست لاعب كرة سلة فرنسي.
- 25 سبتمبر – جان يفيس دي بلاسيس لاعب كرة قدم فرنسي.

### أكتوبر
- 5 أكتوبر – سيدريك فيلاني رياضياتي فرنسي.
- 6 أكتوبر – سيلفان ليغفينسكي
- 7 أكتوبر – عمر بلباي
- 10 أكتوبر – فيكاش دوراسو لاعب كرة قدم فرنسي.
- 11 أكتوبر – ليندا هاردي
- 24 أكتوبر – سيباستيان بيريز لاعب كرة قدم فرنسي.
- 24 أكتوبر – فنسنت كانديلا لاعب كرة قدم فرنسي.
- 24 أكتوبر – يانيك كويسنيل لاعب كرة قدم فرنسي.
- 29 أكتوبر – روبير بيريز لاعب كرة قدم فرنسي.

### نوفمبر
- 22 نوفمبر – ألكسندرا فوزي لاعبة كرة مضرب فرنسية.
- 27 نوفمبر – جان مارك مولين لاعب كرة قدم فرنسي.

### ديسمبر
- 6 ديسمبر – فرانسوا دو روجي سياسي فرنسي.
- 15 ديسمبر – سوريا بونالي
- 29 ديسمبر – كريستوف رينيرو درّاج طريق فرنسي.

## وفيات

### مارس
- 8 أكتوبر – غابريل مارسيل (مواليد 1889)
- 8 مارس – ماري لويز أميرة أورليان (مواليد 1896)
- 18 مارس – رولان دورجليه (مواليد 1885) كاتب فرنسي.

### أبريل
- 28 أبريل – جاك ماريتان (مواليد 1882) فيلسوف فرنسي.

### يونيو
- 3 يونيو – جين باتميل (مواليد 1895) لاعب كرة قدم.
- 18 يونيو – جورج بونيت (مواليد 1889) دبلوماسي فرنسي.

### أغسطس
- 7 أغسطس – ريجي بلاشير (مواليد 1900) مترجم فرنسي.
- 30 أغسطس – روبير ديفوسي (مواليد 1909) لاعب كرة قدم فرنسي.

### أكتوبر
- 8 أكتوبر – غابريل مارسيل (مواليد 1889)

### ديسمبر
- 14 ديسمبر – ريمون ديكاري (مواليد 1891)
- 25 ديسمبر – غابرييل فويسن (مواليد 1880) مهندس فرنسي.